# 幸福追求権
幸福追求権（こうふくついきゅうけん）とは、日本国憲法第13条に規定される「生命、自由及び幸福追求に対する国民の権利」のこと。
アメリカ独立宣言の掲げる「生命、自由及び幸福追求の権利」の影響が認められる。アメリカ独立宣言の文言は自然権として、世界人権宣言の生存権や人身の自由の起源となった。

## 具体的権利性
初期の学説は、13条は14条以下の人権の総称規定であり、具体的権利性を否定するものであった。しかし、1960年代以降の経済・社会の変容は新たな権利を求めるようになり、それにつれて学説も次第に13条に具体的権利性を認める説が主流となってきた。
具体的権利性否定説
日本国憲法に具体的に定められている権利の総称にすぎないと解する。
具体的権利性肯定説
人格的利益説
個人の人格的生存に不可欠の利益を内容とする権利の総体であり、個別の人権とは一般法と特別法の関係になっていると解する。
一般的自由説
広く一般的行為の自由に関する権利の総体であると解する。

## 新しい人権
- プライバシーの権利
- 嫌煙権
- 環境権
- 日照権
- 健康権
- アクセス権
- 平和的生存権

しかし、判例が認めるのは、プライバシーの権利としての肖像権ぐらいである（京都府学連事件、最高裁判所昭和44年12月24日大法廷判決)。

## 主な関連判例
- 前科照会事件（最高裁判所昭和56年4月14日判決）
- どぶろく裁判（最高裁判所平成元年12月14日判決）
- ノンフィクション「逆転」事件（最高裁判所平成6年2月8日判決）
- エホバの証人輸血拒否事件（最高裁判所平成12年2月29日判決）